# 마야 사파타
마야 사파타(Maya Zapata, 1981년 11월 30일 ~ )는 멕시코의 배우이다. 2002 아리엘상 여우주연상 수상자이다.
그녀는 2023년 Tenoch Huerta의 망토를 만들기 위해 개입된 숄을 자수한 것에 대해 장인 Feliciana에 대한 정당한 인정을 요구한 후 토착 수공예품 발기인 Luz Valdez를 모욕하고 위협하면서 알려졌다. 현재 Maya Zapata는 논란에 대해 사과하지 않았으며 PoderPrieto 페이지에 댓글을 달지 않은 것에 대해 사과한다. 그리고 그것이 전부가 아닌 것처럼 그의 여자 친구 Carolina Solís는 피부색이 어두운 사람들에 대한 인종 차별과 억압에 반대한다고 말하고 주장함에도 불구하고 Luz Valdez가 피부색에 대한 자기 인식에 대해 팟 캐스트에서 조롱하는 위선을 가졌다.